# Indie na zimowych igrzyskach olimpijskich
Indie na zimowych igrzyskach olimpijskich – występy reprezentacji Indii podczas zimowych igrzysk olimpijskich.
Reprezentanci Indii zadebiutowali w zimowych igrzyskach w 1964 roku w Innsbrucku. Wówczas w składzie znalazł się jeden alpejczyk – Jeremy Bujakowski, który nie ukończył swojej konkurencji.
W latach 1964–2018 reprezentanci Indii wystąpili w dziesięciu edycjach zimowych igrzysk olimpijskich. W tym okresie w zawodach olimpijskich wzięło udział 19 indyjskich sportowców (17 mężczyzn i 2 kobiety). Uczestniczyli oni w zawodach w trzech dyscyplinach sportowych – biegach narciarskich, narciarstwie alpejskim i saneczkarstwie. Żaden z indyjskich sportowców nie zdobył medalu. Najwyższe miejsce w zawodach olimpijskich zajął Shiva Keshavan w saneczkarskich jedynkach mężczyzn na igrzyskach w Turynie. Uplasował się wówczas na 25. pozycji.
Sześciokrotnie w igrzyskach wziął udział saneczkarz Shiva Keshavan. Jest to najlepszy wynik, jeśli chodzi o olimpijczyków z Indii na zimowych igrzyskach, i drugi w historii, wliczając letnie starty. O jeden olimpijski występ więcej ma na koncie tenisista Leander Paes.

## Występy według igrzysk
| Igrzyska            | Rozmiar reprezentacji | Rozmiar reprezentacji | Rozmiar reprezentacji | Rozmiar reprezentacji | Rozmiar reprezentacji | Źr.           |
| Igrzyska            | Mężczyźni             | Kobiety               | Razem                 | Dyscypliny            | Konkurencje           | Źr.           |
| ------------------- | --------------------- | --------------------- | --------------------- | --------------------- | --------------------- | ------------- |
| 1964 Innsbruck      | 1                     | –                     | 1                     | 1                     | 1                     | [ 8 ]         |
| 1968 Grenoble       | 1                     | –                     | 1                     | 1                     | 3                     | [ 9 ]         |
| 1988 Calgary        | 2                     | 1                     | 3                     | 1                     | 2                     | [ 10 ]        |
| 1992 Albertville    | 2                     | –                     | 2                     | 1                     | 2                     | [ 11 ]        |
| 1998 Nagano         | 1                     | –                     | 1                     | 1                     | 1                     | [ 12 ]        |
| 2002 Salt Lake City | 1                     | –                     | 1                     | 1                     | 1                     | [ 13 ]        |
| 2006 Turyn          | 3                     | 1                     | 4                     | 3                     | 5                     | [ 14 ]        |
| 2010 Vancouver      | 3                     | –                     | 3                     | 3                     | 3                     | [ 15 ]        |
| 2014 Soczi          | 3                     | –                     | 3                     | 3                     | 3                     | [ 16 ] [ 17 ] |
| 2018 Pjongczang     | 2                     | –                     | 2                     | 2                     | 2                     | [ 4 ]         |

## Klasyfikacja medalowa
| Nazwa               | Złoto | Srebro | Brąz | Razem |
| ------------------- | ----- | ------ | ---- | ----- |
| 1964 Innsbruck      | 0     | 0      | 0    | 0     |
| 1968 Grenoble       | 0     | 0      | 0    | 0     |
| 1988 Calgary        | 0     | 0      | 0    | 0     |
| 1992 Albertville    | 0     | 0      | 0    | 0     |
| 1998 Nagano         | 0     | 0      | 0    | 0     |
| 2002 Salt Lake City | 0     | 0      | 0    | 0     |
| 2006 Turyn          | 0     | 0      | 0    | 0     |
| 2010 Vancouver      | 0     | 0      | 0    | 0     |
| 2014 Soczi          | 0     | 0      | 0    | 0     |
| 2018 Pjongczang     | 0     | 0      | 0    | 0     |
| Razem               | 0     | 0      | 0    | 0     |